# Julieta Rosen
Julieta Rosen   (Ciutat de Mèxic, 8 de novembre de 1961) nom artístic de Julieta Ingrid Ramirez Cabaña Rosenlind es una actriu mexicana de cinema teatre i televisió que va començar la seva carrera professional fent obres de teatre com Fulgor y Muerte amb només 16 anys d’edat. El seu pare és mexicà i la seva mare sueca.

## Biografia
Julieta també ha demostrat la seva versatilitat com a presentadora de programes, actriu convidada i va participar en el primer sitcom per al Mercat Hispà dels Estats Units, Viva Vegas a la qual mostra la seva faceta de comediant. És també madrina de Nathalie Haizea Dupont i està casada amb Larry Saichek.

## Filmografia

### Televisió
- Amor de barrio (2015) - Blanca Estela Bernal de Madrigal
- El Talismán (2012) - Elvira Nájera
- Cuando me enamoro (2010-2011) - Regina Soberón Vda. de Gamboa
- Pecadora - (2009) - Ámbar
- Vuélveme a querer (2009) - Valeria Montero
- Bajo las riendas del amor (2007) - Eloísa Rendón de Corcuera
- Mi vida eres tú (2006) - Ángela Borgia
- El amor no tiene precio (2005) - Coralia de Herrera / Elizabeth Alexander
- Infierno en el paraíso (1999) - Fernanda Prego de Valdivia / Francesca Paoli / Sra. Fiona
- Confidente de secundaria (1996) - Cristina
- La antorcha encendida (1996) - Manuela de Soto
- Madres egoístas (1991) - Raquel Rivas Cantú
- Encadenados (1988-1989) - Blanca
- Senda de gloria (1987) - Andrea Álvarez
- La traición (1984-1985) - Julia
- Un solo corazón (1983) - Julieta
- La fiera (1983) - Enfermera
- Bianca Vidal (1982) - Enfermera

### Programes
- El Show de Julieta Rosen (2009-2010) - Presentadora
- Amas de casa desesperadas (2008) - Regina Sotomayor
- ¡Viva Vegas! (2000-2001) - Dolores "Lola" Vega
- Mujer, casos de la vida real (1995-1997)
  - Siempre existe la esperanza (1997)
  - Cuando existe el amor (1995)
- Viper (1996) - Vivica La Paz
- Ibero América Hoy (1992) - Presentadora
- Hora marcada (1989) - Marisa

### Cinema
- La máscara del Zorro (1998) - Esperanza de la Vega
- Blanco perfecto (1997) - Isabela Santiago Casillas
- Windrunner (1994)
- Amor a la medida (1993) - María Elena
- Colmillos, el hombre lobo (1993) - Tara
- Al filo del terror (1992) - Diana Lee
- Mi querido viejo (1991) - María Luisa
- Yo soy la ley (1991)
- Ruleta sangrienta (1991)
- El Rostro de la Muerte (1990)
- Siete en la mira 4 (1990)
- Crimen en presidio (1990)
- Orgia de terror (1990)
- El judicial 2 (1985)
- El rey de la vecindad (1985) - Juanita
- Enemigos a muerte (1985) - Gaby
- Contrato de la muerte (1985) - Estela
- Acorralado (1984) - Aurora
- Matar o morir (1984) - Rosalba
- Dune (1984) - Doncella
- Preparatoria (1983)
- Dias de combate (1982) - Marina

## Premis i reconeixaments

### Premios TVyNovelas
| Any  | Categoria                 | Telenovela      | Resultat |
| ---- | ------------------------- | --------------- | -------- |
| 1989 | Millor Actriu Jove        | Encadenados     | Nominada |
| 1988 | Millor Actriu Protagònica | Senda de gloria | Nominada |